# Adrian Popa (Fußballspieler, 1988)
Adrian Dumitru Popa (* 24. Juli 1988 in Horezu) ist ein rumänischer Fußballspieler.

## Karriere

### Verein
Die Karriere von Popa begann im Jahr 2006 in der zweiten Mannschaft des FCU Politehnica Timișoara, die seinerzeit in der Liga II spielte. Nach dem Abstieg 2008 wurde er zunächst an den Zweitligisten CS Buftea, Anfang 2009 an Gloria Buzău in die Liga 1 verliehen. Nach Ende des Leihgeschäftes verpflichtete ihn Universitatea Cluj, das in der Liga II spielte. Im Jahr 2010 nahm ihn das ambitionierte CS Concordia Chiajna unter Vertrag. In der Saison 2010/11 gelang ihm dort der Aufstieg ins Oberhaus. Dort sicherte er sich mit seinem Team den Klassenerhalt. Nach drei Toren in den ersten vier Spielen der Spielzeit 2012/13 wechselte er zu Rekordmeister Steaua Bukarest, mit dem er am Saisonende die Meisterschaft gewinnen konnte. Diesen Erfolg konnte er ein Jahr später wiederholen, wobei er in der Saison 2013/14 sieben Treffer beisteuerte.
Auch in den darauffolgenden Saisons 2014/15 (28 Spiele, 5 Tore) und Saison 2015/16 (32 Spiele, 4 Tore) kam Popa regelmäßig für Steaua zum Einsatz. Im Januar 2017 wechselte er zum FC Reading in die englische Football League Championship. Nachdem er dort nicht über die Rolle des Ergänzungsspielers hinauskam, wurde er im Januar 2018 für ein halbes Jahr an den saudi-arabischen Klub Al-Taawoun FC verliehen. Im Dezember 2018 wurde bekannt gegeben, dass sich Popa mit dem Ende der bulgarischen Winterpause im Februar 2019 für den Rest der Saison auf Leihbasis dem bulgarischen Erstligisten Ludogorez Rasgrad anschließen wird.

### Nationalmannschaft
Popa wurde von Nationaltrainer Victor Pițurcă erstmals im September 2012 in den Kreis der rumänischen Nationalmannschaft berufen, dort aber zunächst nicht eingesetzt. Erst einen Monat später feierte er im WM-Qualifikationsspiel gegen die Niederlande sein Debüt, als er in der 65. Minute für Gabriel Torje eingewechselt wurde. Am 26. März 2013 stand er im Rückspiel gegen denselben Gegner erstmals in der Startaufstellung.
Von Trainer Anghel Iordănescu wurde Popa in den Kader der rumänischen Auswahl für die Europameisterschaft 2016 in Frankreich einberufen. Im EM-Eröffnungsspiel gegen Frankreich stand er in der Startaufstellung, kam dann aber gegen die Schweiz nicht zum Einsatz. Gegen Albanien gehörte er erneut zur ersten Elf. Danach schied das Team als Gruppenvierter aus.

## Erfolge
Steaua Bukarest
- Rumänischer Meister: 2013, 2014, 2015
- Rumänischer Pokal-Sieger: 2015
- Rumänischer Supercup-Sieger: 2013
- Rumänischer Ligapokal-Sieger: 2015, 2016

Ludogorez Rasgrad
- Bulgarischer Meister: 2019